# Bredgatan

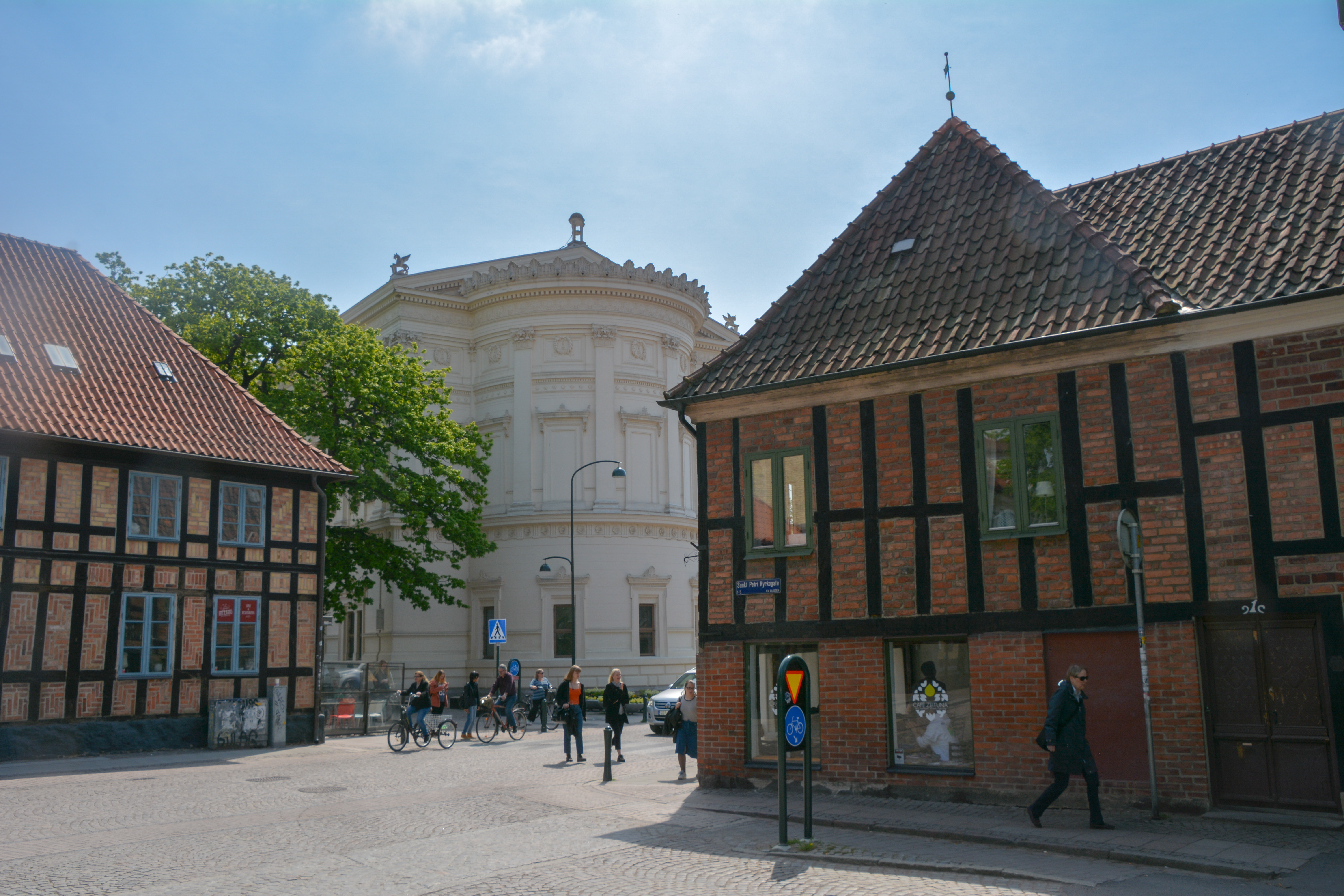
Hörnet Bredgatan/Kyrkogatan/Sankt Petri kyrkogata, med Wickmanska gården, Universitetshuset och Bergmanska huset

Bredgatan är en gata i norra delen av Lunds stadskärna. Den börjar där Kyrkogatan slutar vid Sankt Petri kyrkogata och fortsätter sedan fram till Norrtull som är stadskärnans nordligaste punkt. Senare har Bredgatan utökats norrut och fortsätter numera förbi lasarettet upp till Tornavägen där den övergår till Getingevägen. Tillsammans med Kyrkogatan utgör Bredgatan hela gränsen mellan Drottens och Krafts rotlar.
Tidigare utgjorde Bredgatan Lunds norra infart. Troligen lades gatan ut på 1200-talet och dess sidor började snart bebyggas.
Vid Bredgatan inrättade skolmannen och prästen Carl Abraham Bergman 1827 en Lancasterskola för fattiga barn. Den flyttade senare till Klostergatan.

## Bebyggelse
Gatan har relativt mycket bebyggelse från 1700- och 1800-talet och de flesta hus är en- eller tvåvåningshus. Ett flertal av Lunds byggnadsminnen ligger på Bredgatan.

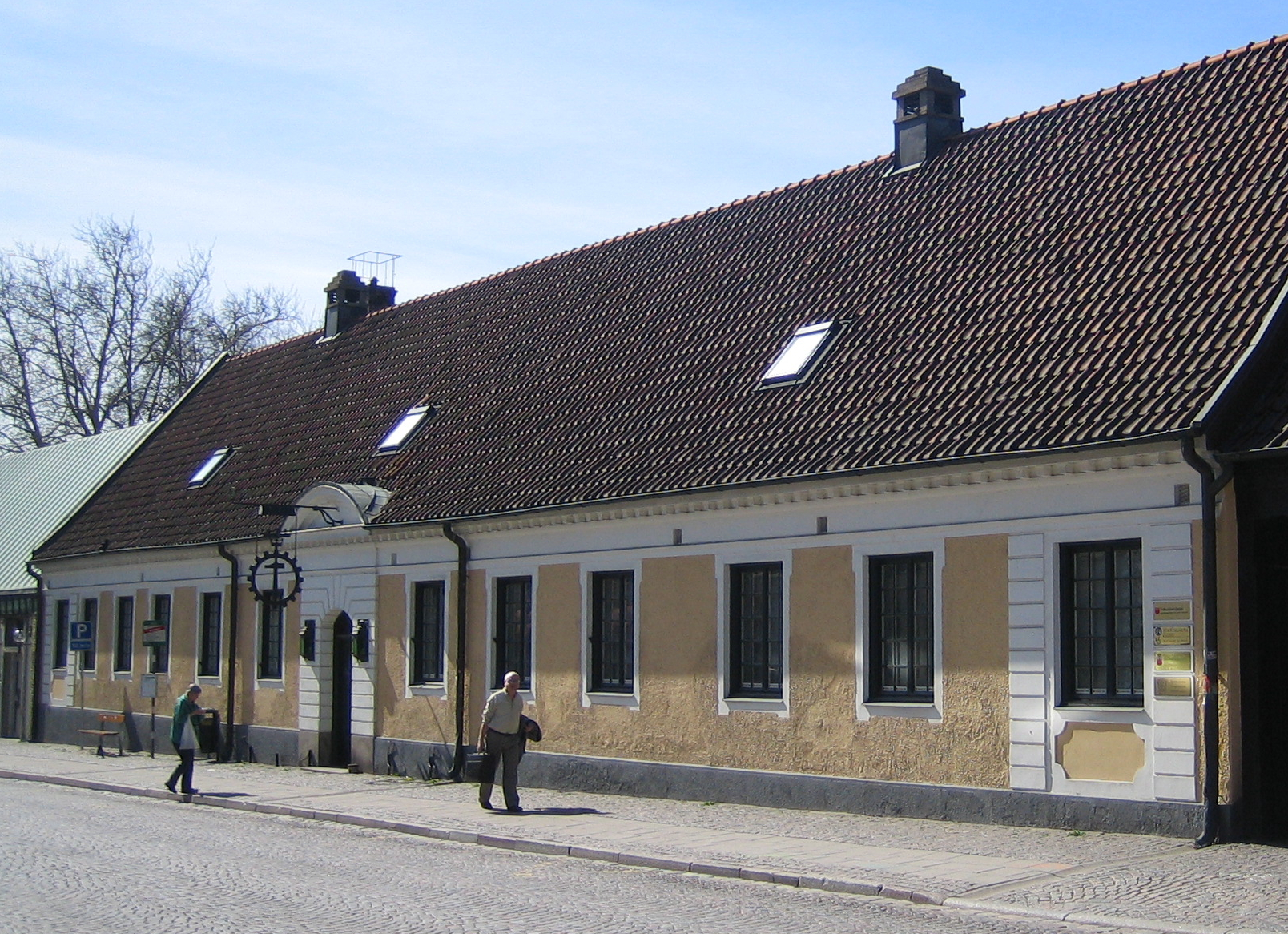
Åke Hans.

### Åke Hans
Åke Hans, ofta använd benämning på en idag inte längre existerande restaurang/krog på Bredgatan 5 (idag lokaler för Folkuniversitetet). Åke Hans fick sitt namn efter krögaren Åke Hansson (död 1899). Krogen är idag känd mest på grund av att den fungerade som August Strindbergs stamkrog under hans lundavistelser i slutet av 1890-talet. Även Tuakotteriet med Bengt Lidforss i spetsen höll till där ibland på 1890-talet, när den inte hade sammankomster på sitt stamhak Tua.

Åke Hans var även känt för de sexor, besjungna i Skånska Nationernas madavisa, som utspelades där. 

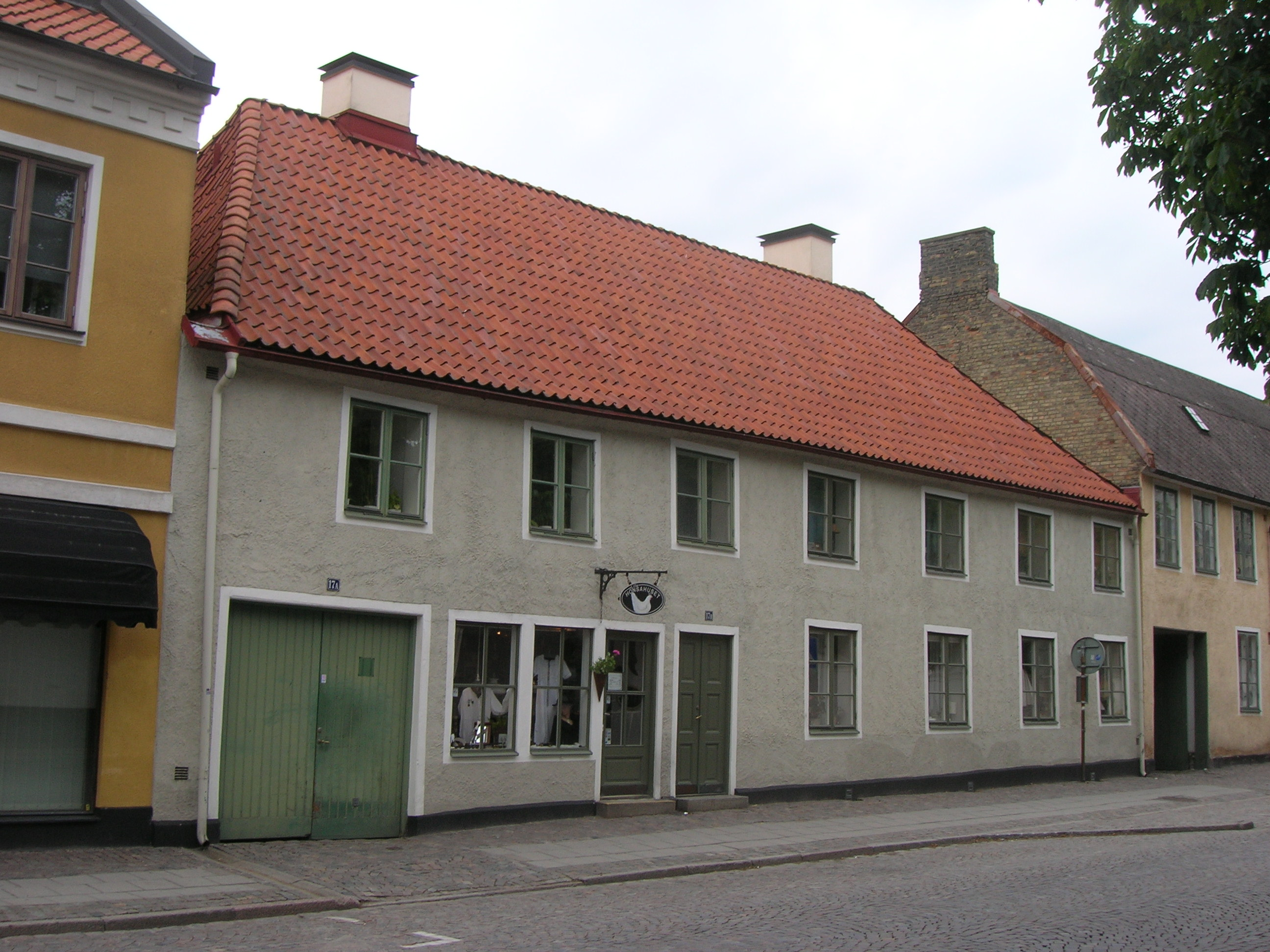
Kjederquistska gården.

### Kjederquistska gården
Kjederquistska gården (även stavat Kjederqvistska gården) är en gård belägen vid Bredgatan 17 i centrala Lund bestående av ett gathus, två gårdslängor och ett gårdshus. Gathuset och norra gårdslängan byggdes 1794. En gårdslänga i söder byggdes 1812, följt av ett hus i tomtens västra ände 1813. Husen har senare byggts om under 1800- och 1900-talen. Gården anses representativ för en handelsgård under den här tidsperioden. Den 3 april 1979 byggnadsminnesmärktes gården.

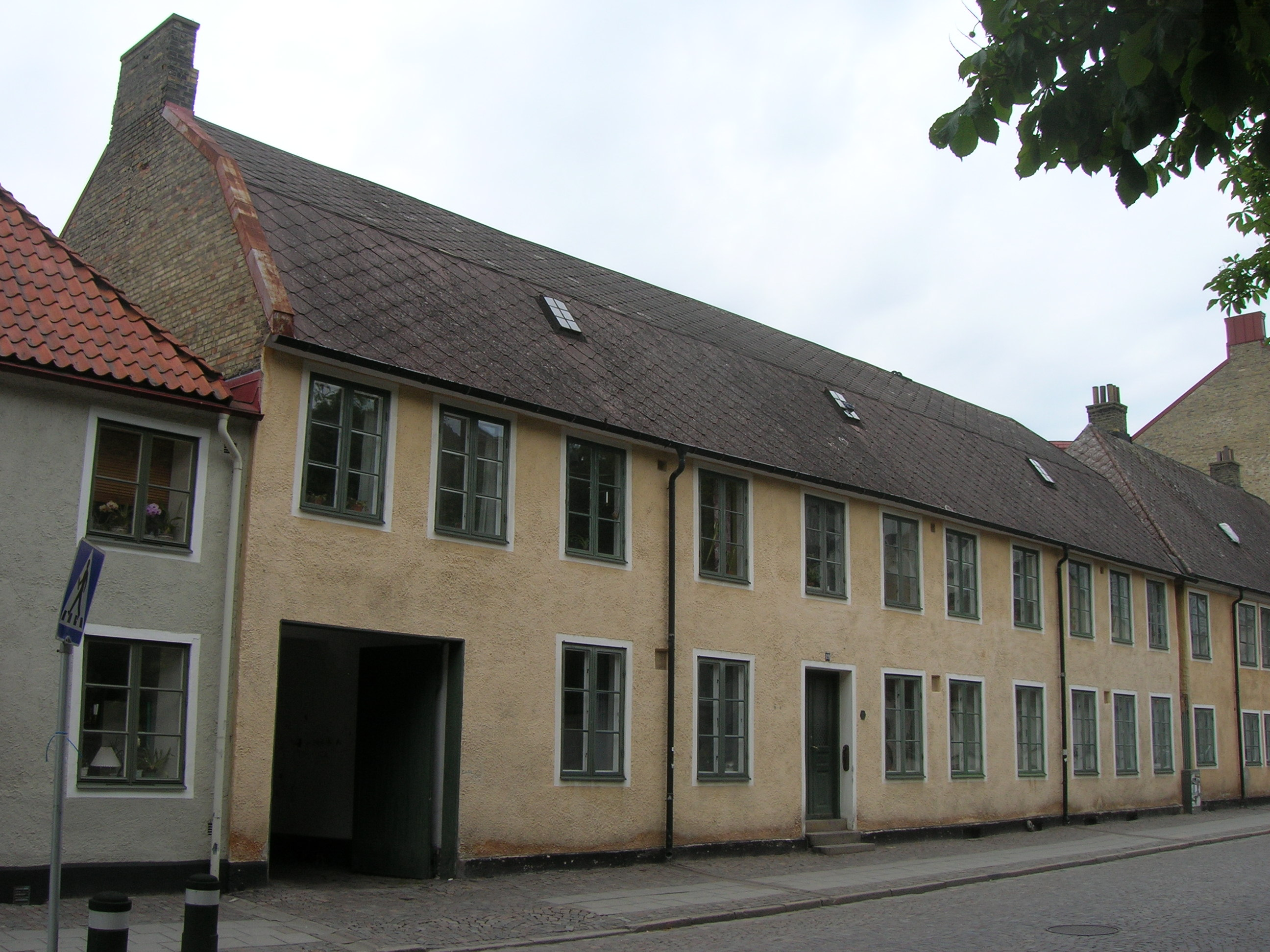
Bredgatan 19.

### Sankt Peter 39
Två byggnadsminnesmärkta hus byggda runt 1790, belägna på Bredgatan 19 och 21. Huset på Bredgatan 21 bestod tidigare av en gård byggd 1790 och ombyggd 1832. 1979 revs de byggnader som fanns på gården och endast gatuhuset blev kvar. Gathuset på Bredgatan 19 dateras till 1794. Båda gathusen har två våningar.